# My Favourite Headache
My Favourite Headache är det första soloalbumet av den kanadensiska musikern Geddy Lee, basisten/sångaren från bandet Rush. Albumet släpptes den 14 november 2000.
Greg Prato från AllMusic gav albumet 3 av 5 i betyg.
En mer positiv recension från Sputnikmusic gav "My Favourite Headache" 4 av 5 i betyg, som sa att skivan är bättre om man tänker mer på albumet som ett album med Geddy Lee och några andra, istället för Rush.

## Låtlista
All text skrevs av Geddy Lee, all musik av Geddy Lee och Ben Mink.
1. "My Favourite Headache" – 4:45
2. "The Present Tense" – 3:25
3. "Window to the World" – 3:02
4. "Working at Perfekt" – 5:00
5. "Runaway Train" – 4:30
6. "The Angels' Share" – 4:33
7. "Moving to Bohemia" – 4:25
8. "Home on the Strange" – 3:46
9. "Slipping" – 5:06
10. "Still" – 4:30
11. "Grace to Grace" – 4:59